# 21719 Pasricha
A 21719 Pasricha (ideiglenes jelöléssel 1999 RR115) a Naprendszer kisbolygóövében található aszteroida. A LINEAR projekt keretében fedezték fel 1999. szeptember 9-én.